# 梅森鎮區 (明尼蘇達州莫雷縣)
梅森鎮區（英語：Mason Township）是位於美國明尼蘇達州莫雷縣的一個行政鎮區。

## 歷史
梅森鎮區原名為奧克奇達鎮區（Okcheeda Township），於1872年設立，1879年改為現稱。現稱得名自早期定居者米洛·D·梅森（Milo D. Mason）。

## 地方資料
梅森鎮區的面積為93.12平方千米，當中陸地面積為89.80平方千米，而水域面積為3.32平方千米。根據2020年美國人口普查的數據，當地共有人口276人，而人口密度為每平方千米2.96人。